# Modernizm w Wielkiej Brytanii
Modernizm (ang. Modern Movement, Modern Architecture) rozwinął się w Wielkiej Brytanii dopiero od lat 30. XX wieku i osiągnął duże znaczenie na świecie dopiero po II wojnie światowej.
W końcu XIX wieku działała w Wielkiej Brytanii grupa Arts and Crafts, dążąca do nadania architekturze funkcjonalności i związku formy z cechami materiału, a także ponownego zjednoczenia architektury i rzemiosła. Zwalczała powierzchowny historyzm, lecz kierowała także zarzuty wobec secesji. Grupa wywarła swoimi pismami duży wpływ na dysputę architektoniczną na kontynencie europejskim, wpływając zwłaszcza na narodziny modernizmu niemieckiego, jednak w pierwszym dziesięcioleciu XX wieku jej idee zostały odrzucone. Na wyspach brytyjskich nadal trwał historyzm i wernakularyzm, podczas gdy w Europie kontynentalnej rozwijała się architektura nowoczesna.
Sytuację zmienili przede wszystkim imigranci, którzy przybyli do Wielkiej Brytanii w czasie kryzysu architektury modernistycznej w Europie, m.in. Berthold Lubetkin, Erich Mendelsohn, Marcel Breuer i Walter Gropius. Zwłaszcza w Londynie powstały dzieła wpisujące się w estetykę stylu międzynarodowego. W końcu lat 30. nastąpił jednak zastój, który został przezwyciężony dopiero po II wojnie światowej.

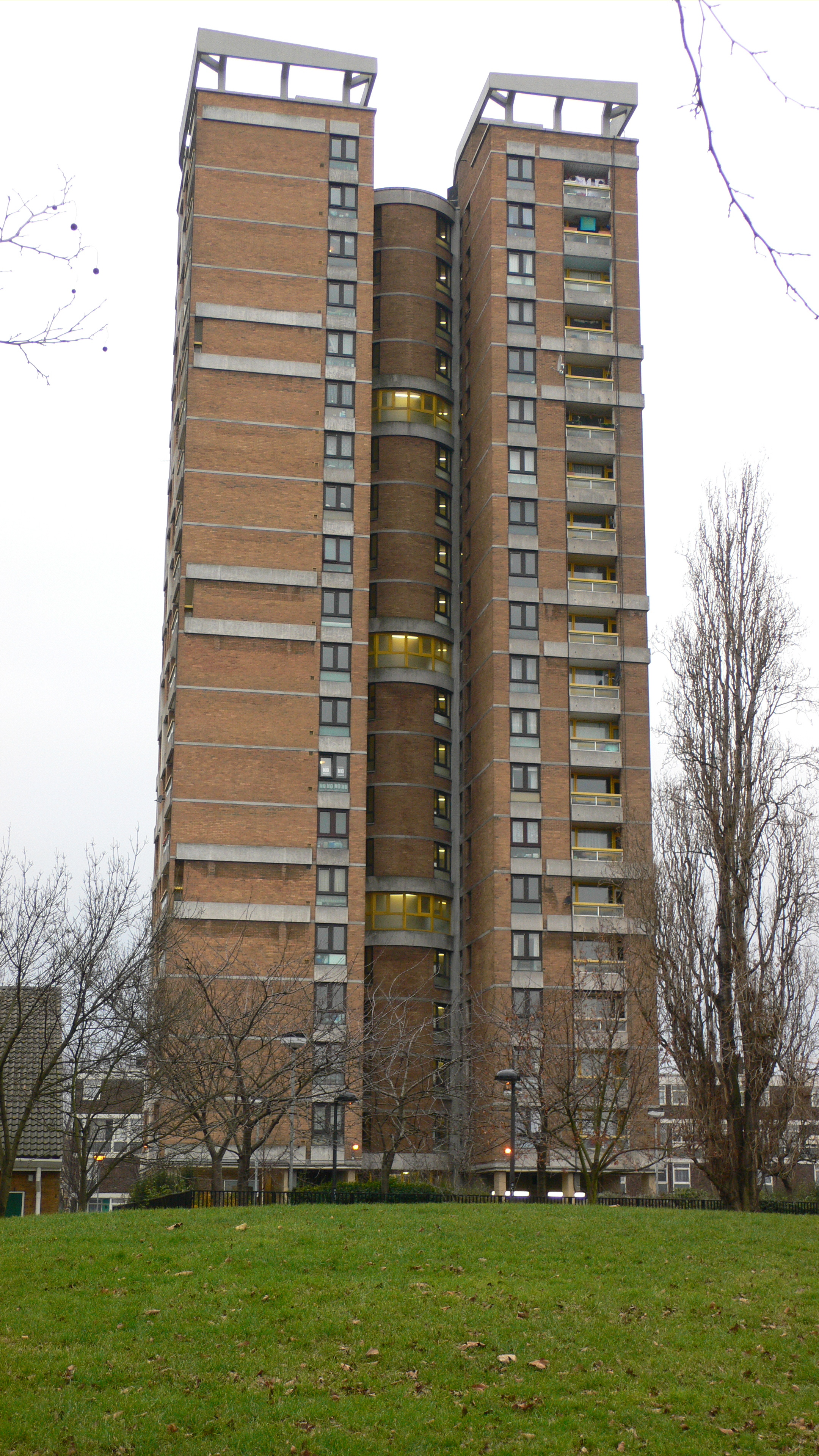
Brytyjski modernizm: B. Lubetkin, Sivill house w Hackney w Londynie

Konieczność odbudowy wyniszczonych przez wojnę, przestarzałych i przeludnionych miast doprowadziła do inauguracji przez socjalistyczny rząd Clementa Attleego programu New Towns, czyli zakładania całkowicie nowych miast mających odciążyć główne ośrodki oraz służyć rozwojowi gospodarczemu prowincji. Jednocześnie powstawały pod Londynem nowe osiedla, charakteryzujące się mieszaną strukturą typów budynków (tzw. mixed developement). Jednocześnie działalność młodych architektów związanych z londyńskim biurem planowania (m.in. Alison i Peter Smithsonowie) doprowadziła do powstania nowego minimalistycznego i funkcjonalistycznego kierunku architektonicznego, brutalizmu. Od lat 50. Wielka Brytania stała się głównym ośrodkiem rozwoju późnego modernizmu, a potem architektury high-tech.

## Wybrane przykłady modernizmu w Wielkiej Brytanii
(w porządku chronologicznym)
- wybieg pingwinów w ogrodzie zoologicznym w Londynie, Berthold Lubetkin, 1934
- wieżowiec mieszkalny High Point I, 1933–1935
- Royal Festival Hall w Londynie, John Leslie Martin, 1951
- Economics Building w Londynie, Alison i Peter Smithsonowie, 1959–1964
- wieżowiec Center Point w Londynie, Richard Robin Seifert, 1963–1966

## Główni przedstawiciele modernizmu w Wielkiej Brytanii
Wells Coates | Maxwell Fry | Berthold Lubetkin | John Leslie Martin | Cedric Price | Alison i Peter Smithson | Owen Williams